# Збірна України з хокею із шайбою
Збірна України з хокею із шайбою — національна чоловіча команда України, яка представляє країну на міжнародних змаганнях з хокею. Функціонування команди забезпечує Федерація хокею України (ФХУ). За результатами червня 2021 року команда посідає 27-е місце у світовому рейтингу хокейних збірних. З 2008 року виступає в Дивізіоні I чемпіонату світу (другий за ієрархією дивізіон світового хокею).

## Історія
Протягом 1952—1991 року українські хокеїсти, які мешкали в УРСР, на міжнародній арені виступали у складі збірної команди СРСР. Українські гравці-емігранти та гравці українського походження виступали в різних чемпіонатах по всьому світу, зокрема в НХЛ (зокрема, Вейн Грецкі, Террі (Тарас) Савчук та інші). Процес виокремлення українського хокею зі структури хокею радянського розпочався після проголошення незалежності України 1991 року.
Першу неофіційну зустріч новостворена збірна України провела на товариському турнірі в Санкт-Петербурзі 14 квітня 1992 року проти збірної Казахстану. Перша офіційна зустріч — проти того ж супротивника, відбулася 6 листопада 1992 року у Мінську, в рамках кваліфікаційного раунду до чемпіонату світу в Дивізіоні «C». Цій події передувало створення Федерації хокею України та її входження до структури Міжнародної федерації хокею із шайбою (ІІХФ), яке відбулося 6 травня 1992.
За перших років свого існування, збірна України з хокею змагалася у Дивізіоні «C» чемпіонату світу, який займав третє місце в ієрархії міжнародних хокейних турнірів. Прорив команди до еліти світового хокею відбувся в сезоні 1997—1998, коли українці спочатку перемогли в турнірі Дивізіону «C» і перейшли до другого за ієрархією Дивізіону «B», і вже за рік, зайняли перше місце й в цьому Дивізіоні, забезпечивши, таким чином, собі місце серед учасників топ-дивізіону.
Впродовж 9 років поспіль збірна України залишалася учасником елітного Дивізіону чемпіонату світу, втративши місце у світовій хокейній еліті лише за результатами чемпіонату світу 2007 року. Найвище досягнення української збірної за час участі у чемпіонатах світу — 9 місце на чемпіонаті світу 2002 року.
За всю свою історію, команда лише одного разу змогла подолати кваліфікаційний раунд для участі у хокейному турнірі Зимових Олімпійських ігор. Це сталося при відборі до участі в Зимових Олімпійських іграх 2002 року. Безпосередньо на Олімпіаді у Солт-Лейк-Сіті українці розпочали свої виступи у групі «B» попереднього групового турніру, по ходу якого здобули перемоги над збірними Швейцарії та Франції, а також мінімально програли 0–1 збірній Білорусі. Саме ця поразка виявилася фатальною — за результатами виступів обидві команди мали однакову кількість очок, але, відповідно до регламенту змагання, єдину путівку до основного олімпійського турніру завдяки перемозі в очному двобої отримали білоруси. Виступ на Олімпіаді збірна України завершила нищівною поразкою з рахунком 2–9 від збірної Латвії у грі за 9 місце та мусила задовольнитися підсумковим 10-м місцем олімпійського хокейного турніру.

## Виступи на Олімпійських іграх
- 1994 — не пройшла кваліфікацію
- 1998 — не пройшла кваліфікацію
- 2002 — 10-те місце
- 2006 — не пройшла кваліфікацію
- 2010 — не пройшла кваліфікацію
- 2014 — не пройшла кваліфікацію
- 2018 — не пройшла кваліфікацію
- 2022 — не пройшла кваліфікацію

## Виступи на чемпіонатах світу
- 1993 — 18-е місце (2-е в дивізіоні «C»)
- 1994 — 23-є місце (3-є в дивізіоні «C»)
- 1995 — 23-є місце (3-є в дивізіоні «C»)
- 1996 — 22-е місце (2-е в дивізіоні «C»)
- 1997 — 21-е місце (переможці дивізіону «C»)
- 1998 — 17-е місце (переможці дивізіону «B»)
- 1999 — 14-е місце
- 2000 — 14-е місце
- 2001 — 10-е місце
- 2002 — 9-е місце
- 2003 — 12-е місце
- 2004 — 14-е місце
- 2005 — 11-е місце
- 2006 — 12-е місце
- 2007 — 16-е місце
- 2008 — 19-е місце (3-є в дивізіоні I)
- 2009 — 20-е місце (4-е у дивізіоні I)
- 2010 — 19-е місце (3-є у дивізіоні I)
- 2011 — 21-е місце (5-е у дивізіоні I)
- 2012 — 22-е місце (6-е у дивізіоні IA)
- 2013 — 23-е місце (1-е у дивізіоні IB)
- 2014 — 20-е місце (4-е у дивізіоні IA)
- 2015 — 22-е місце (6-е у дивізіоні IA)
- 2016 — 23-е місце (1-е у дивізіоні IB)
- 2017 — 22-е місце (6-е у дивізіоні IA)
- 2018 — 26-е місце (4-е у дивізіоні IB)
- 2019 — 27-е місце (5-е у дивізіоні IB, найгірший результат в історії)
- 2022 — 24-е місце (3-є місце Дивізіон IB)
- 2023 — 24-е місце (2-е місце Дивізіон IB)
- 2024 — 23-е місце (1-е місце Дивізіон IB)
- 2025 — 19-е місце (3-є місце Дивізіон ΙА)

## Товариські турніри
- Переможець Кубка Спартака (1999)[1]

## Всі тренери збірної
- Олександр Фадєєв (1993—1994)
- Анатолій Богданов (1994—2003)
- Олександр Сеуканд (25.07.2003–2007)[2]
- Володимир Голубович (28.08.2007–2008)[3]
- Олександр Сеуканд (2009)
- Михайло Захаров (02.10.2009–2010)[4]
- Дейв Льюїс (05.11.2010–04.2011)[5]
- Анатолій Хоменко (01.11.2011–21.04.2012)[6]
- Олександр Куликов (2012—2013)
- Андрій Назаров (20.08.2013 — 31.07.2014)[7]
- Олександр Годинюк (05.09.2014–2015)[8]
- Олександр Савицький (04.08.2015–2018)[9]
- Андрій Срюбко (13.11.2018—2019)[10]
- Сергій Вітер (2019—2020)
- Вадим Шахрайчук (2021—2023)
- Дмитро Христич (2023—)

## Склад команди
Станом на 9 травня 2021
| Воротарі | Воротарі          | Воротарі | Воротарі | Воротарі | Воротарі        | Воротарі       |
| #        | Гравець           | Хват     | Зріст    | Вага     | Дата народження | Команда        |
| -------- | ----------------- | -------- | -------- | -------- | --------------- | -------------- |
|          | Богдан Дяченко    | Л        | 184 см   | 79 кг    | 6 жовтня 1998   | Донбас Донецьк |
|          | Дмитро Кубрицький | П        | 183 см   | 83 кг    | 20 липня 2002   | Сокіл Київ     |
|          | Олег Петров       | Л        | 176 см   | 85 кг    | 20 березня 1993 | Дніпро Херсон  |

| Захисники | Захисники             | Захисники | Захисники | Захисники | Захисники       | Захисники              |
| #         | Гравець               | Хват      | Зріст     | Вага      | Дата народження | Команда                |
| --------- | --------------------- | --------- | --------- | --------- | --------------- | ---------------------- |
|           | Олександр Александров | Л         | 176 см    | 73 кг     | 22 квітня 1997  | Кременчук              |
|           | Володимир Алексюк     | П         | 182 см    | 87 кг     | 22 червня 1987  | Кременчук              |
|           | Артур Чолач           | Л         | 189 см    | 91 кг     | 6 червня 2003   | Сокіл Київ             |
|           | Артем Гребеник        | Л         | 181 см    | 76 кг     | 4 червня 2002   | Білий Барс Біла Церква |
|           | Денис Матусевич       | П         | 188 см    | 79 кг     | 27 жовтня 2001  | Дніпро Херсон          |
|           | Євген Ратушний        | Л         | 182 см    | 67 кг     | 19 травня 2001  | Сокіл Київ             |
|           | Іван Сисак            | Л         | 177 см    | 75 кг     | 20 серпня 2001  | Сокіл Київ             |
|           | Всеволод Толстушко    | Л         | 178 см    | 85 кг     | 31 травня 1993  | Кременчук              |

| Нападники | Нападники          | Нападники | Нападники | Нападники | Нападники         | Нападники      |
| #         | Гравець            | Хват      | Зріст     | Вага      | Дата народження   | Команда        |
| --------- | ------------------ | --------- | --------- | --------- | ----------------- | -------------- |
|           | Сергій Бабінець    | Л         | 184 см    | 80 кг     | 5 вересня 1987    | Маріуполь      |
|           | Роман Благий       | П         | 189 см    | 78 кг     | 25 жовтня 1987    | Маріуполь      |
|           | Дмитро Даниленко   | Л         | 176 см    | 75 кг     | 10 квітня 2000    | Донбас Донецьк |
|           | Андрій Деніскін    | Л         | 195 см    | 100 кг    | 14 липня 1998     | Кременчук      |
|           | Гліб Крівошапкін   | Л         | 179 см    | 75 кг     | 10 травня 2000    | Краматорськ    |
|           | Вадим Мазур        | Л         | 175 см    | 78 кг     | 17 лютого 1998    | Маріуполь      |
|           | Андрій Міхнов      | Л         | 200 см    | 97 кг     | 26 листопада 1983 | Сокіл Київ     |
|           | Дмитро Німенко     | Л         | 180 см    | 86 кг     | 1 травня 1988     | Сокіл Київ     |
|           | Максим Разумов     | Л         | 177 см    | 79 кг     | 2 червня 1999     | Донбас Донецьк |
|           | Іван Савченко      | П         | 190 см    | 100 кг    | 19 березня 1993   | Кременчук      |
|           | Богдан Ступак      | Л         | 175 см    | 70 кг     | 22 серпня 1999    | Сокіл Київ     |
|           | Артем Целогородцев | Л         | 184 см    | 76 кг     | 9 листопада 2001  | Дніпро Херсон  |
|           | Святослав Тимченко | Л         | 185 см    | 73 кг     | 6 вересня 2001    | Дніпро Херсон  |

Тренерсько-адміністративний штаб
- Дмитро Христич — головний тренер

## Статистика гравців
Статистика станом на 10 квітня 2010
| Кількість матчів |                     |       |
| №                | Гравець             | Матчі |
| 1.               | Василь Бобровников  | 182   |
| 2.               | Віталій Литвиненко  | 154   |
| 3.               | Роман Сальников     | 150   |
| 4.               | Юрій Гунько         | 148   |
| 5.               | Валентин Олецький   | 142   |
| 6.               | Олександр Матвійчук | 124   |
| 7.               | Сергій Климентьєв   | 108   |

Примітка. Гравці, виділені жирним шрифтом, продовжують виступи.

## Статистика тренерів
Статистика станом на 10 квітня 2010